# Kirsan Nikolaevič Iljumžinov
Kirsan Nikolaevič Iljumžinov (in russo Кирсан Николаевич Илюмжинов?; Ėlista, 5 aprile 1962) è un politico e dirigente sportivo russo, fino al 1991 sovietico.
Iljumžinov è stato presidente della Repubblica autonoma di Calmucchia (Federazione Russa) dal 1993 al 2010 ed è stato presidente della FIDE, la maggiore organizzazione scacchistica internazionale dal 1995 al 2018.

## Carriera politica
Nel 1989 Iljumžinov si è laureato all'Istituto Statale di Relazioni Internazionali di Mosca. Nei pochi anni seguiti alla dissoluzione dell'Unione Sovietica ha intrapreso una rapida carriera negli affari, diventando in pochi anni uno dei principali magnati nel campo delle risorse energetiche (petrolio e gas naturale). Grazie anche alle sue notevoli possibilità economiche e alla vicinanza politica con l'ambiente di Boris El'cin, nell'aprile 1993 fu eletto presidente della repubblica autonoma di Calmucchia, un'istituzione dotata di larga autonomia nell'ambito della più vasta Federazione Russa. I suoi avversari politici gli rimproverano la sua improvvisa fortuna, ottenuta anche grazie a relazioni mai del tutto chiarite con la malavita sorta sulle ceneri dell'Unione Sovietica.
Iljumžinov, inoltre, è noto in Russia e altrove come un personaggio decisamente stravagante: stando alle informazioni riportate dalla BBC Iljumžinov sostiene di essere stato rapito e poi liberato dagli alieni e, in un suo programma elettorale, aveva inserito la promessa di dotare ogni pastore di telefono cellulare entro la fine della legislatura. Il presidente calmucco ha speso una parte consistente della sua enorme fortuna per gli scacchi e per le religioni: nella sua repubblica ha infatti finanziato l'edificazione di una cattedrale cattolica dietro suggerimento di papa Giovanni Paolo II. Inoltre, ha costruito una moschea, una sinagoga, ventidue chiese ortodosse e trenta templi buddisti.

## Ai vertici della FIDE
Da sempre appassionato di scacchi (da giovane è stato campione juniores della Calmucchia), Iljumžinov ha edificato a spese proprie un sobborgo di Ėlista, la capitale del suo Paese, interamente dedicato agli scacchi, dove ogni via ha il nome di un pezzo. È stato eletto per la prima volta presidente della FIDE nel 1995, succedendo al filippino Florencio Campomanes, ora presidente emerito e suo fedele alleato. Durante la presidenza di quest'ultimo la federazione aveva subìto la scissione di Kasparov e della sua Professional Chess Association (PCA).
All'epoca della salita al potere da parte del leader calmucco la federazione internazionale si trovava nel momento forse più difficile della sua intera storia, sia per quanto riguardava la sua credibilità, minata dall'abbandono del numero uno delle liste mondiali, sia per la condizione finanziaria disastrosa. Iljumžinov mise di tasca propria il denaro utile per finanziare le prime tre edizioni del campionato del mondo disputate sotto la sua presidenza: il match Karpov - Kamskij tenutosi proprio in Calmucchia, a Ėlista, nel 1995 e i due mondiali disputati con la contestata formula dell'eliminazione diretta, a Losanna nel 1998 e a Las Vegas nel 1999.
Dal 2000, grazie alla contemporanea crisi dell'associazione professionista di Kasparov e alla disponibilità di Iljumžinov a scendere a patti con i grandi campioni su alcune questioni rilevanti, la FIDE ha ripreso quota, riuscendo a garantire un alto livello delle proprie manifestazioni sino al grande successo consistito nell'organizzazione del match tra Kramnik e Topalov nell'ottobre 2006 per la riunificazione del titolo mondiale. Sulla scia dei suoi successi e della fitta rete di relazioni in Asia, Africa e America Latina, nel giugno 2006, Iljumžinov è stato rieletto a larga maggioranza presidente della Fide. L'assemblea generale, riunitasi a Torino in occasione delle olimpiadi scacchistiche, ha decretato il successo del calmucco con 96 voti, contro i 54 del belga Bessel Kok sostenuto dalla quasi totalità dei Paesi occidentali. Il 7 ottobre 2013 Garry Kasparov annunciò la propria candidatura alla presidenza della FIDE. La sua candidatura venne supportata da molti giocatori (tra cui il suo ex allievo Magnus Carlsen), ma venne anche lui sconfitto nella votazione finale per 110-61 da Kirsan Iljumžinov.
Iljumžinov resta un personaggio assai discusso: oltre alle accuse di corruzione e alla fama di persona con pochi scrupoli che lo accompagnano sino dalla sua comparsa sulla ribalta pubblica, regge la FIDE come un monarca assoluto, e non è esente dalle accuse di piegare le norme federali alla propria personale interpretazione, come nel caso dell'elezione per la presidenza 2006, nella quale sono state considerate valide numerose deleghe giunte all'ultimo istante via fax. Nel 2003 ha scritto una sua autobiografia sotto forma di romanzo, intitolandola The President's Crown of Thorns ("La corona di spine del presidente"), liberamente scaricabile nella versione in lingua inglese dal sito internet della FIDE.